# 3-羟基吡啶
3-羟基吡啶（英語：3-pyridinol）是一种有机化合物，化学式C5H5NO，可见于芍药、墨西哥鼠尾草、马齿苋等物种。